# Burton Bradstock
Burton Bradstock är en ort och civil parish i Storbritannien.   Den ligger i kommunen Dorset och riksdelen England, i den södra delen av landet, 200 km väster om huvudstaden London. Burton Bradstock ligger 4 meter över havet och antalet invånare är 948.
Terrängen runt Burton Bradstock är platt åt nordväst, men åt nordost är den kuperad. Havet är nära Burton Bradstock åt sydväst.  Närmaste större samhälle är Bridport, 4,0 km nordväst om Burton Bradstock. 